# Hermann Schwarz
Hermann Schwarz (alemany: Karl Hermann Amandus Schwarz)  (Sobieszów, 25 de gener de 1843 - Berlín, 30 de novembre de 1921) va ser un matemàtic alemany conegut per les seves recerques en anàlisi complexa.

## Vida i Obra
Schwarz, fill d'un arquitecte, va fer els seus estudis secundaris al institut de Dortmund. Va començar el seus estudis de química al Gewerbe Institut (actualment: Universitat Tècnica de Berlín), però aviat els va canviar per les matemàtiques, sota la influència de Weierstrass i Kummer. El 1864 va obtenir el doctorat amb una tesi dirigida pels mateixos Weierstrass i Kummer. Durant els seus estudis a Berlín va coincidir amb Georg Cantor.
El 1867 va ser nomenat professor adjunt a la universitat de Halle, càrrec en el que seria substituït per Cantor poc després. El 1869 va ser nomenat professor al Politècnic de Zuric i el 1875 va passar a la universitat de Göttingen. Després d'aquests períodes en els que va publicar la majoria del seus treballs de recerca, el 1892 va acceptar la càtedra que havia deixat lliure Weierstrass a la universitat de Berlín, on va estar donant classes fins a la seva jubilació el 1917.
Entre les aportacions de Schwarz a les matemàtiques destaquen la Desigualtat de Cauchy-Schwarz, el teorema de Schwarz, els seus estudis sobre superfícies minimals i els estudis sobre transformacions conformes de dominis del pla.
Va destacar per la seva meticulositat en exposar les fórmules matemàtiques. Per il·lustrar la seva exigència de precisió, Hans Freudenthal explicava aquesta anècdota que, tan si és certa, com mitja veritat, com falsa, dona una idea d'aquest afany d'exactitud:
| « | Schwarz comença un examen oral a la universitat de Berlín de la següent forma: Schwarz: Digui'm la forma general de l'equació de cinquè grau. Estudiant: {\displaystyle ax^{5}+bx^{4}+cx^{3}+dx^{2}+ex+f} Schwarz: Incorrecte! Estudiant: En la que {\displaystyle e} no és la base dels logaritmes naturals. Schwarz: Incorrecte! Estudiant: En la que {\displaystyle e} no és necessàriament la base dels logaritmes naturals. | » |